# Strana evropské levice
Strana evropské levice (PEL, anglicky Party of the European Left, německy Partei der Europäischen Linken, francouzsky Parti de la Gauche Européenne) je evropská strana sdružující převážně komunistické, socialistické a eurokomunistické strany. PEL ideologicky deklaruje jak odpor ke kapitalismu, tak i ke stalinismu a distancuje se od socialistických státních zřízení z 20. století. Strana vznikla v roce 2004 v Římě. Řádným českým zástupcem je Levice, přičemž KSČM zastává pouze status pozorovatele.

## Členové
| Země        | Český název                                             | Originální název                                                                                  | Zkratka     | Web                                                     |
| ----------- | ------------------------------------------------------- | ------------------------------------------------------------------------------------------------- | ----------- | ------------------------------------------------------- |
| Belgie      | Komunistická strana (Flandry)                           | Parti Communiste                                                                                  | PC          | particommuniste.be                                      |
| Belgie      | Komunistická strana (Valonsko)                          | Kommunistische Partij                                                                             | KP          | kp-online.be                                            |
| Bělorusko   | Běloruská sjednocená levicová strana "Spravedlivý svět" | Беларуская партыя аб’яднаных левых «Справядлівы свет» Белорусская партия левых «Справедливый мир» |             | spravmir.org Archivováno 5. 5. 2017 na Wayback Machine. |
| Bulharsko   | Bulharská levice                                        | Българската левица                                                                                | BL          | levicata.org                                            |
| Česko       | Levice                                                  | Levice                                                                                            | Levice      | jsmelevice.cz                                           |
| Dánsko      | Jednotná kandidátka – Rudo-zelení                       | Enhedslisten – De Rød-Grønne                                                                      | Ø           | enhedslisten.dk                                         |
| Estonsko    | Estonská sjednocená levicová strana                     | Eestimaa Ühendatud Vasakpartei                                                                    | EVP         | vasakpartei.ee                                          |
| Finsko      | Komunistická strana Finska                              | Suomen Kommunistinen Puolue                                                                       | SKP         | skp.fi Archivováno 23. 4. 1999 na Wayback Machine.      |
| Finsko      | Svaz levice                                             | Vasemmistoliitto                                                                                  | Vas.        | vasemmisto.fi                                           |
| Francie     | Francouzská komunistická strana                         | Parti communiste français                                                                         | PCF         | pcf.fr                                                  |
| Itálie      | Strana komunistické obnovy                              | Partito della Rifondazione Comunista                                                              | PRC         | rifondazione.it                                         |
| Lucembursko | Levice                                                  | Déi Lénk / La Gauche / Die Linken                                                                 |             | dei-lenk.lu                                             |
| Maďarsko    | Dělnická strana Maďarska 2006                           | Magyarországi Munkáspárt 2006                                                                     |             | munkaspart-2006.hu                                      |
| Moldavsko   | Strana komunistů Moldavské republiky                    | Partidul Comuniștilor din Republica Moldova                                                       | PCRM        | pcrm.md Archivováno 24. 4. 2023 na Wayback Machine.     |
| Německo     | Levice                                                  | Die Linke                                                                                         |             | die-linke.de                                            |
| Portugalsko | Levý blok                                               | Bloco de Esquerda                                                                                 | BE          | bloco.org                                               |
| Rakousko    | Komunistická strana Rakouska                            | Kommunistische Partei Österreichs                                                                 | KPÖ         | kpoe.at                                                 |
| Rumunsko    | Rumunská socialistická strana                           | Partidul Socialist Român                                                                          | PSR         | psr.org.ro                                              |
| Řecko       | SYRIZA - Koalice radikální levice                       | Συνασπισμός Ριζοσπαστικής Αριστεράς                                                               | ΣΥ.ΡΙΖ.Α.   | syriza.gr                                               |
| Španělsko   | Komunistická strana Španělska                           | Partido Comunista de España                                                                       | PCE         | pce.es                                                  |
| Španělsko   | Sjednocená a alternativní levice                        | Esquerra Unida i Alternativa                                                                      | EUiA        | euia.cat                                                |
| Španělsko   | Spojená levice                                          | Izquierda Unida                                                                                   | IU          | izquierda-unida.es                                      |
| Švýcarsko   | Švýcarská strana práce                                  | Partei der Arbeit der Schweiz / Parti Suisse du Travail                                           | PdA PST‑POP | pda.ch pst.ch                                           |
| Turecko     | Levicová strana                                         | Sol Parti                                                                                         | ÖDP         | solparti.org                                            |

## Pozorovatelé
| Země         | Český název                       | Originální název                  | Zkratka  | Web                                                                   |
| ------------ | --------------------------------- | --------------------------------- | -------- | --------------------------------------------------------------------- |
| Belgie       | Jiná levice                       | Une Autre Gauche                  | UAG      | uneautregauche.be                                                     |
| Česko        | Komunistická strana Čech a Moravy | Komunistická strana Čech a Moravy | KSČM     | kscm.cz                                                               |
| Itálie       | Italská levice                    | Sinistra Italiana                 | SI       | sinistraitaliana.si                                                   |
| Kypr         | Pokroková strana pracujícího lidu | Ανορθωτικό Κόμμα Εργαζόμενου Λαού | Α.Κ.Ε.Λ. | akel.org.cy                                                           |
| Severní Kypr | Nová kyperská strana              | Yeni Kıbrıs Partisi               | YKP      | ykp.org.cy                                                            |
| Severní Kypr | Sjednocená kyperská strana        | Birleşik Kıbrıs Partisi           | BKP      | birlesikkibrispartisi.org Archivováno 20. 4. 2010 na Wayback Machine. |
| Slovensko    | Komunistická strana Slovenska     | Komunistická strana Slovenska     | KSS      | kss.sk                                                                |

## Galerie

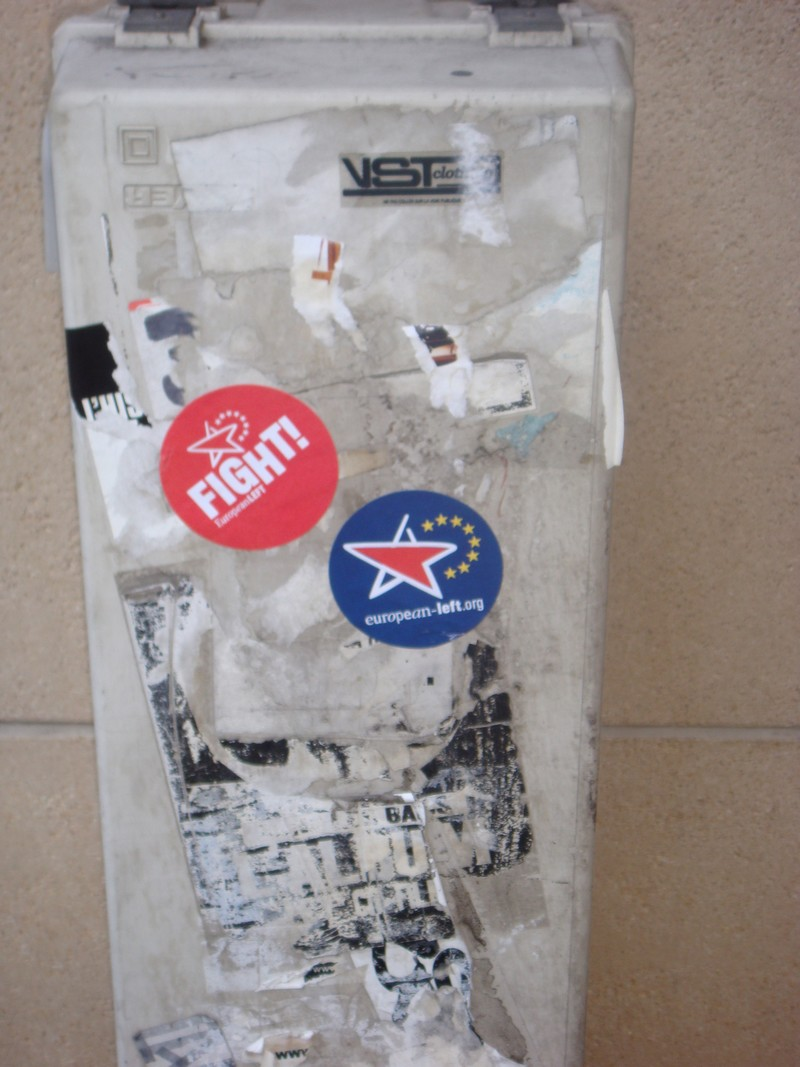
Propagační nálepky Strany evropské levice